# Ngawang Namgyel (Judoka)
Ngawang Namgyel (* 27. Dezember 1998) ist ein bhutanischer Judoka.

## Karriere
Ngawang Namgyel gewann bei den Südasienspiele 2019 die Silbermedaille in der Klasse bis 60 kg. Bei den Olympischen Spielen 2020, die 2021 ausgetragen wurden, nahm Namgyel als erster Judoka seines Landes teil. In der Klasse bis 60 kg in der ersten Runde unterlag er dem Türken Mihraç Akkuş mit 0s1:10.